# Casa Cartellà
La Casa Cartellà o Convent caputxí de Sant Antoni de Pàdua és un edifici del carrer de la Força del municipi de Girona. És una obra inclosa en l'Inventari del Patrimoni Arquitectònic de Catalunya. L'edifici fou convent caputxí de Sant Antoni de Pàdua fins a l'exclaustració del 1835, després va ser la seu de l'Institut provincial d'ensenyament i des del 1981 és la seu del Museu d'Història de Girona.

## Descripció
L'edifici té una planta molt irregular a causa de l'accidentada topografia del terreny on s'assenta. En total ocupa uns 2000 metres quadrats de superfície, dels quals 1808 són edificats i 227 correspon a patis. Consta d'un soterrani -que ara fa de planta baixa-, tres pisos i un àtic. La planta baixa i el pis són les parts que presenten major interès.
Els murs interiors són de maçoneria mentre les voltes ofereixen dues variants: les construïdes en pedra seguint el model de la volta de canó seguit i les fetes de rajol amb llunetes barroques. Malgrat les successives reformes que ha patit, l'edifici manté l'estructura del segle xviii, en tota la planta baixa i primer pis, quan s'adaptà a les necessitats de la comunitat caputxina. Disposa, doncs, de la distribució pròpia d'un convent, amb l'església, claustre, refectori, cuina, etc.

### Zones de l'antic convent

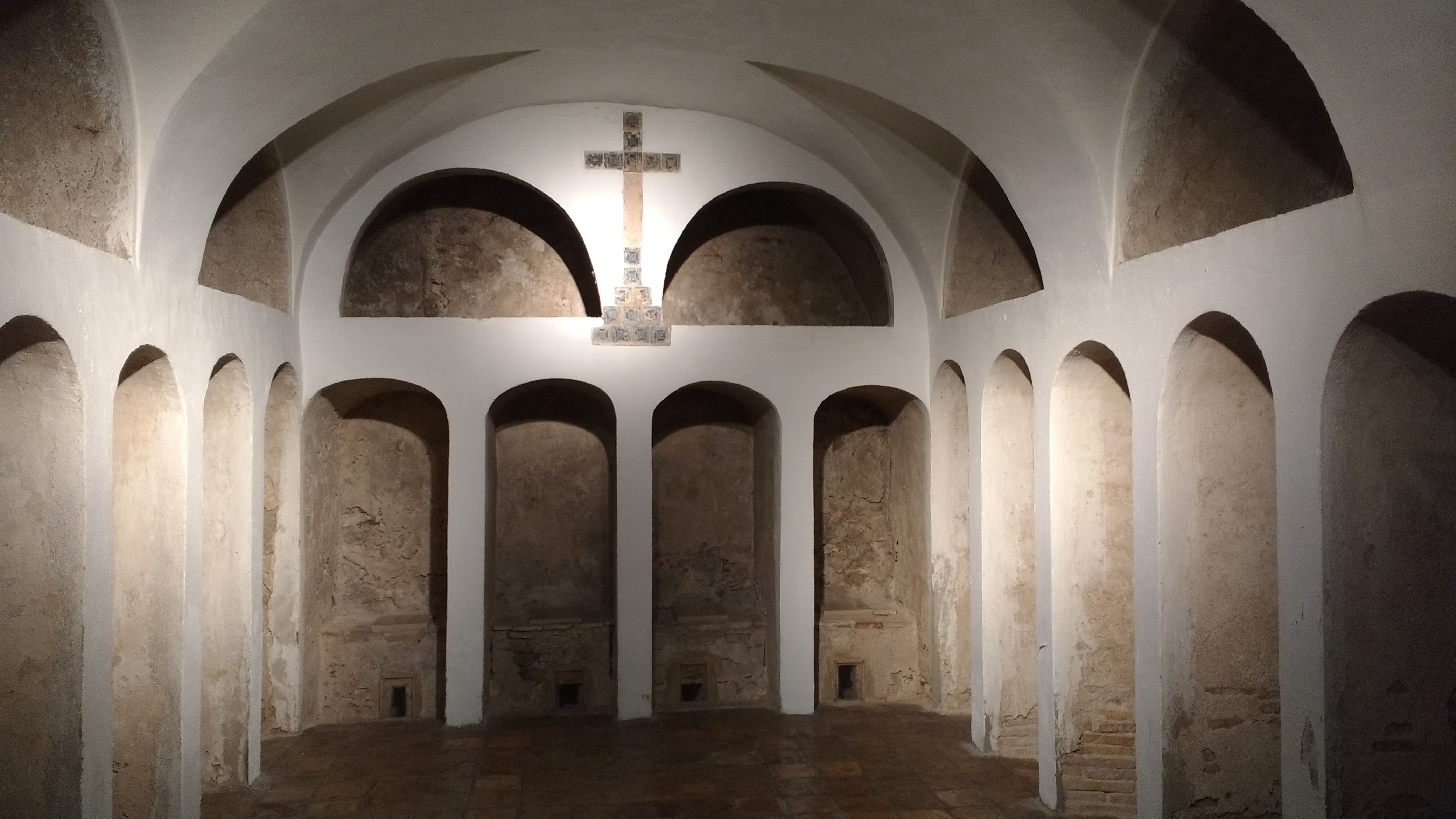
Cementiri caputxí

#### Cementiri
En un espai gairebé quadrat (4 x 3,5 m) es disposen divuit nínxols amb els seus corresponents bancs foradats. La coberta és una volta amb llunetes barroques, mentre que els murs són de maçoneria, encara que la major part està enguixada. Unes fornícules sense alçada remunten els nínxols. A un dels costats apareix una creu de rajola catalana.
El Cementiri caputxí va ser construït el 1753. Aquest cementiri el conformen divuit nínxols verticals, amb un banc foradat en cada un. Aquest espai era usat per dessecar i momificar els cossos dels difunts (ritual practicat al segle xvi).

#### Cisterna

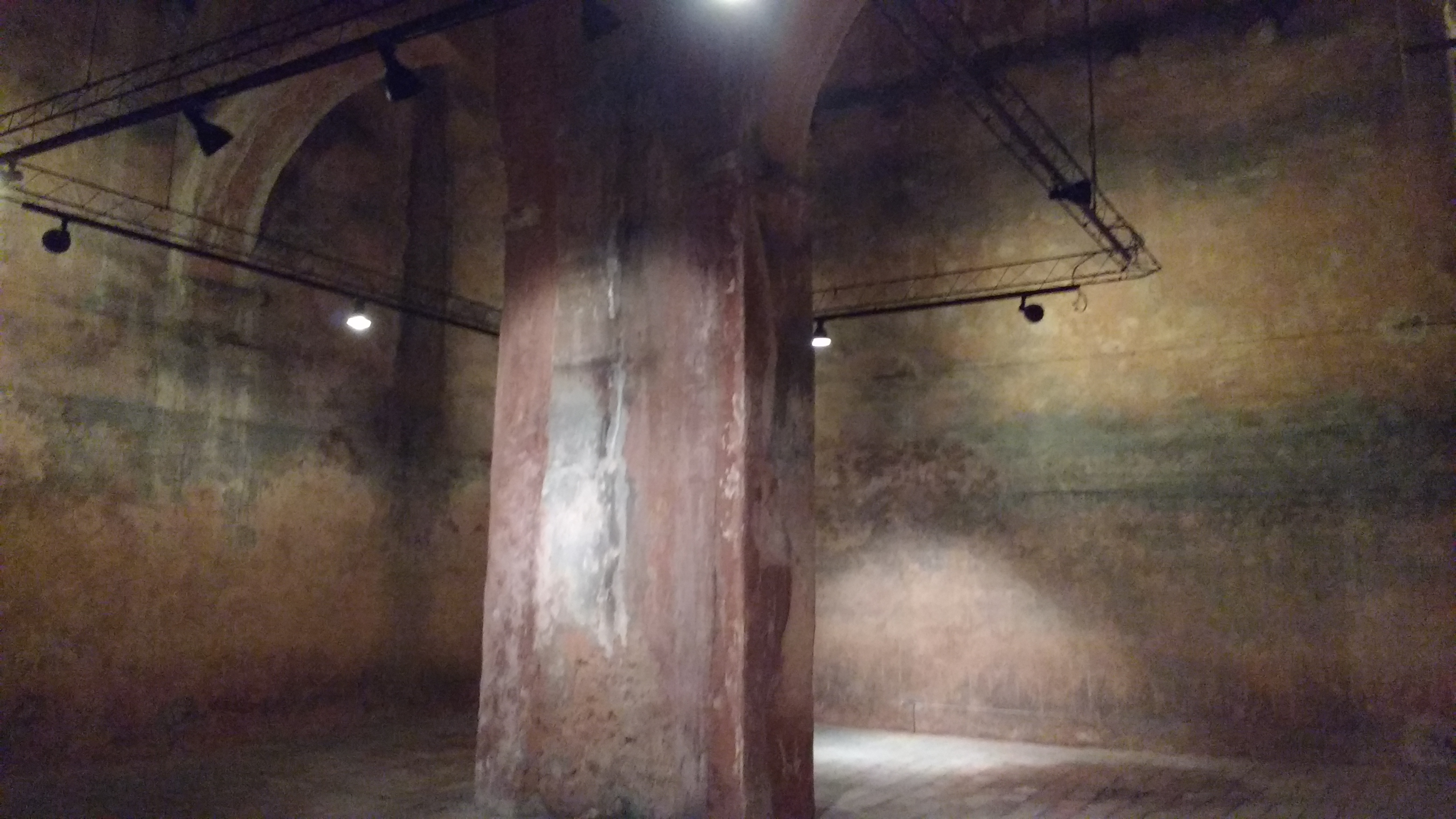
Cisterna del convent

La cisterna era utilitzada per emmagatzemar les aigües de la pluja. Aquesta estava situada al soterrani del convent. Les seves dimensions són: 15 metres d'alçada i 10 x 10 metres d'amplada (aproximadament). Les voltes de canó que sostenen la cobertura reposen en un gran pilar situat al centre de la cisterna. Les parets de la cisterna tenien una pàtina impermeable de color vermell, parcialment conservada.
Per extreure l'aigua de la cisterna hi havia dos pous: Un dels pous estava situat al claustre de l'edifici. Pou que no ha estat conservat. El segon pou està situat en una de les cantonades de la cisterna, aquest pou sí que està conservat i actualment es pot veure.

#### Carbonera
L'entrada de la carbonera es troba a la pujada de Sant Feliu. Es tracta d'un espai amb les parets molt gruixudes excavades parcialment a la roca, amb el sostre de volta catalana. Actualment, hi ha unes escales que comuniquen la carbonera amb la cisterna. Durant la Guerra Civil Espanyola es va utilitzar com a refugi antiaeri pels alumnes, docents i veïns. No es tracta d'un espai pensat per donar-li aquest ús, a diferència del refugi antiaeri del Jardí de la Infància, que va ser construït amb aquesta finalitat. Posteriorment, aquest espai va ser utilitzat com a botiga on es venia carbó.

#### Claustre
De l'antic convent caputxí també es conserva el claustre. En aquest espai hi havia el pou central de la cisterna, pou que no s'ha conservat.

#### Fontana
En el pati de l'actual Museu d'Història de Girona, es conserva una Fontana de Claustre del segle xii. Aquest claustre prové de l'antic convent de Sant Domènec de Girona (lloc on actualment, hi ha la Universitat de Girona). L'origen del claustre és desconegut.

## Història

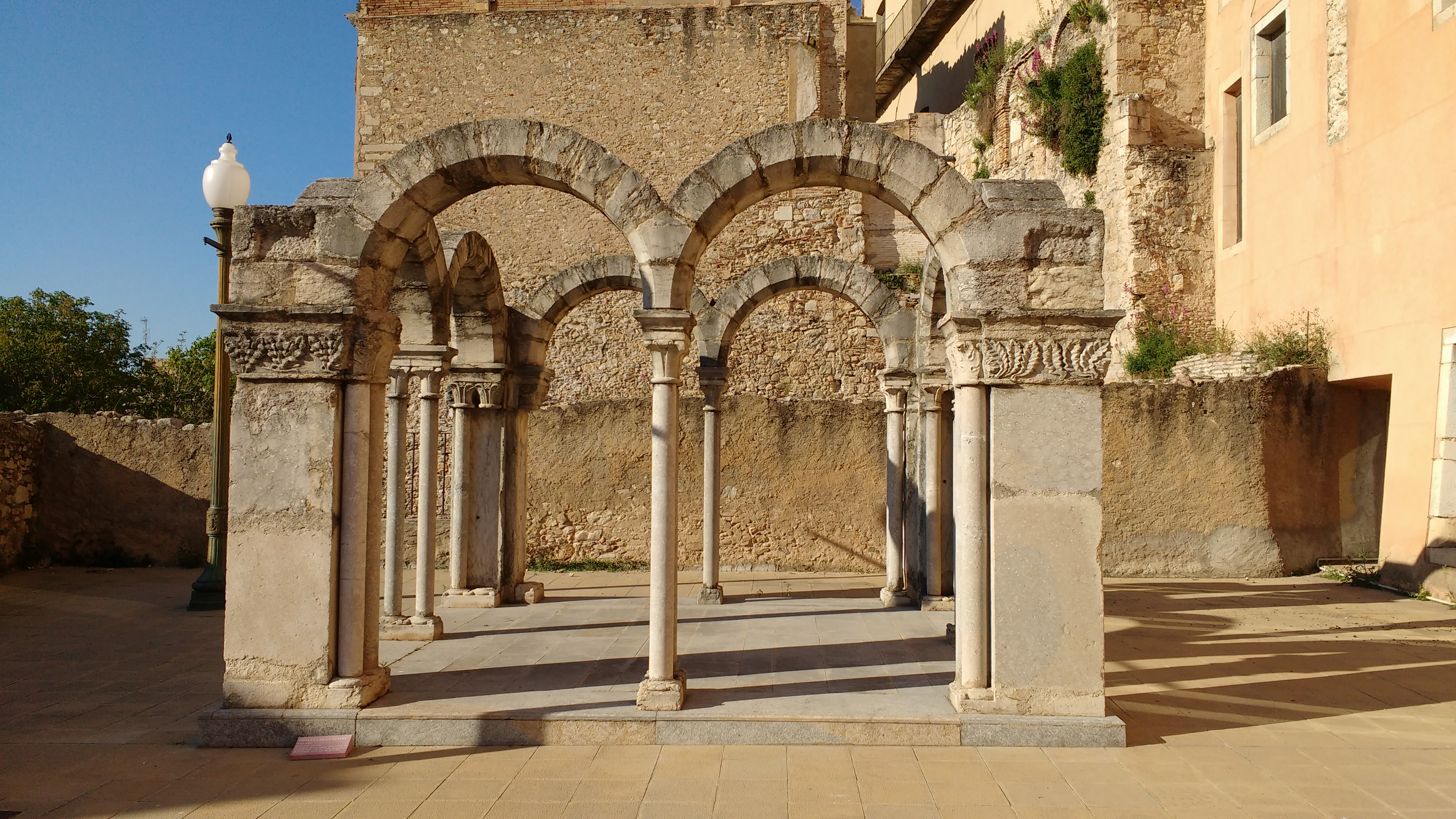
Fontana de claustre

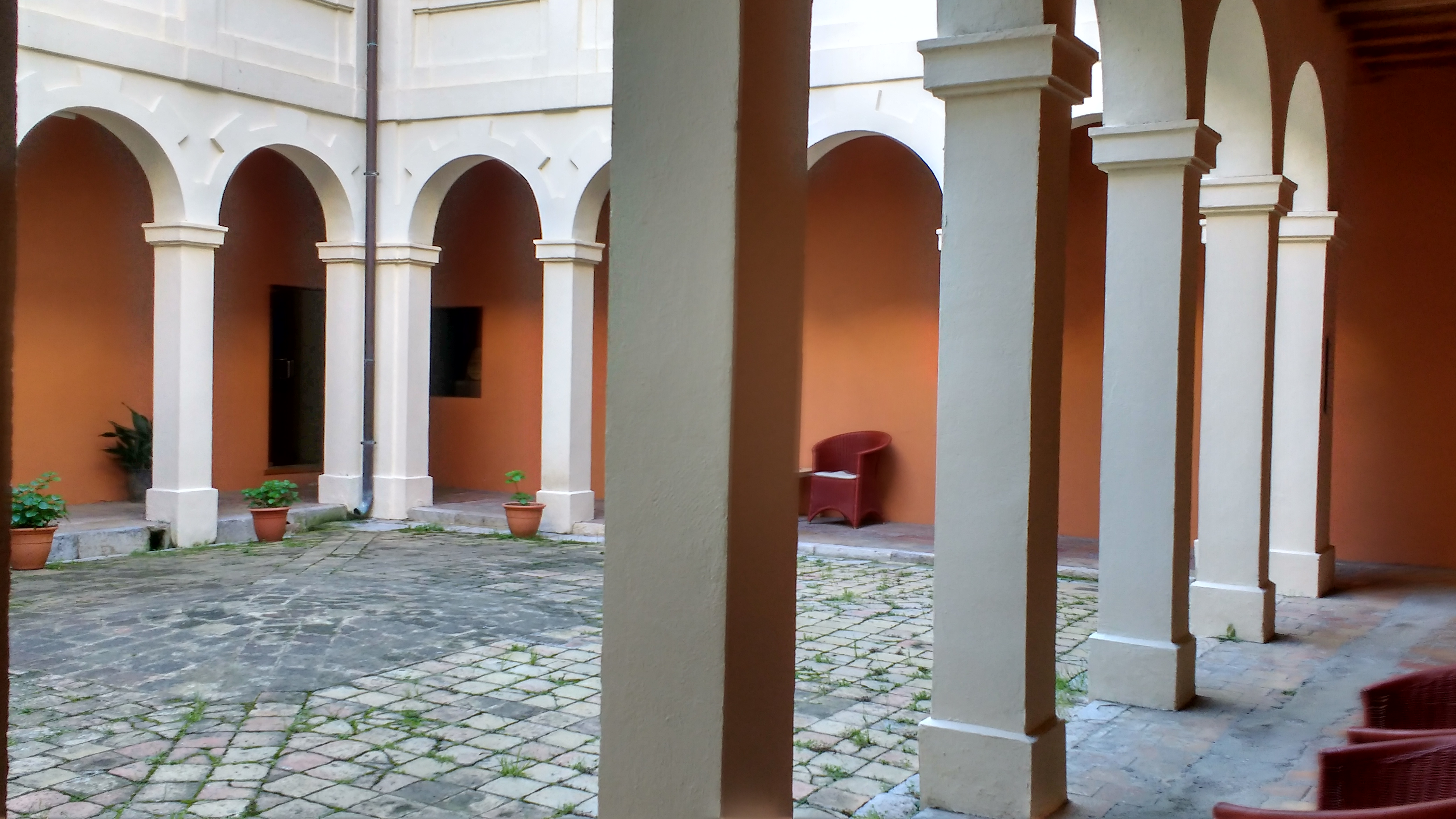
Claustre

Les notícies d'habitatges en aquest espai urbà es remunten a època romana. Durant les obres per adaptar l'espai al Museu d'Història de la Ciutat es trobaren restes d'estructures romanes, materials ceràmics que daten el conjunt entre el moment fundacional de la ciutat, baix-republicà i finals del segle iii. Els materials eren sobretot campaniana A, ceràmica fina d'engalba blanca i grises a torn fumades, així com fragments de TSSG i TSC1 A. També es recuperaren abundants mostres de ceràmica medieval i moderna de Girona, des de plats blaus a reflexos metàl·lics.
Algunes fonts apunten que el 1447 l'edifici era la casa de Joan Castelló, que la va vendre a Bernat Caselles. Amb certesa podem partir de l'any 1471, quan s'aixecà el casal gòtic dels marquesos de Cartellà, dels quals prengué el nom. El palau fou ampliat en 1662-1688 per Lluís Descatllar, descendent dels Cartellà. Entre els anys 1753-62 el casal gòtic fou enderrocat parcialment per adaptar-lo a una comunitat caputxina, el convent de Sant Antoni de Pàdua. Les obres varen ampliar i reformar tot l'espai existent, construint l'església, un claustre, etc. (1762-1774). En aquest moment l'edifici va rebre la fesomia arquitectònica actual.
Amb l'exclaustració (1835) els caputxins abandonaren el convent, que pocs anys més tard adoptaria una funció ben diferent: Institut Provincial d'Ensenyament Secundari (1841-1968). El mestre d'obres Espelt introduí les reformes necessàries amb la divisió de l'església en dos pisos i la construcció d'una galeria coberta damunt el claustre. Per acabar, Manuel Almeda (1911) realitzà un projecte de reforma de la façana que dona a la plaça de la canonja.
El 1975 el Ministeri d'Educació cedeix l'edifici a l'Ajuntament de Girona, per convertir-lo en el Museu d'Història que s'instal·la provisionalment l'escola Municipal de Belles Arts. Des de 1981 l'edifici està ocupat pel Museu d'Història de Girona, endegant-se diferents campanyes de restauració que intenten conjugar la recuperació de l'espai conventual amb les necessitats derivades de la funció museística.